# Mona’s Queen (Schiff, 1972)
Die Mona’s Queen war ein 1972 in Dienst gestelltes Fährschiff der Isle of Man Steam Packet Company, das bis 1995 für den Linienverkehr zwischen Douglas und Dublin eingesetzt wurde. Anschließend stand das Schiff unter dem Namen Mary the Queen auf den Philippinen im Einsatz, ehe es 2008 im indischen Alang abgewrackt wurde.

## Geschichte

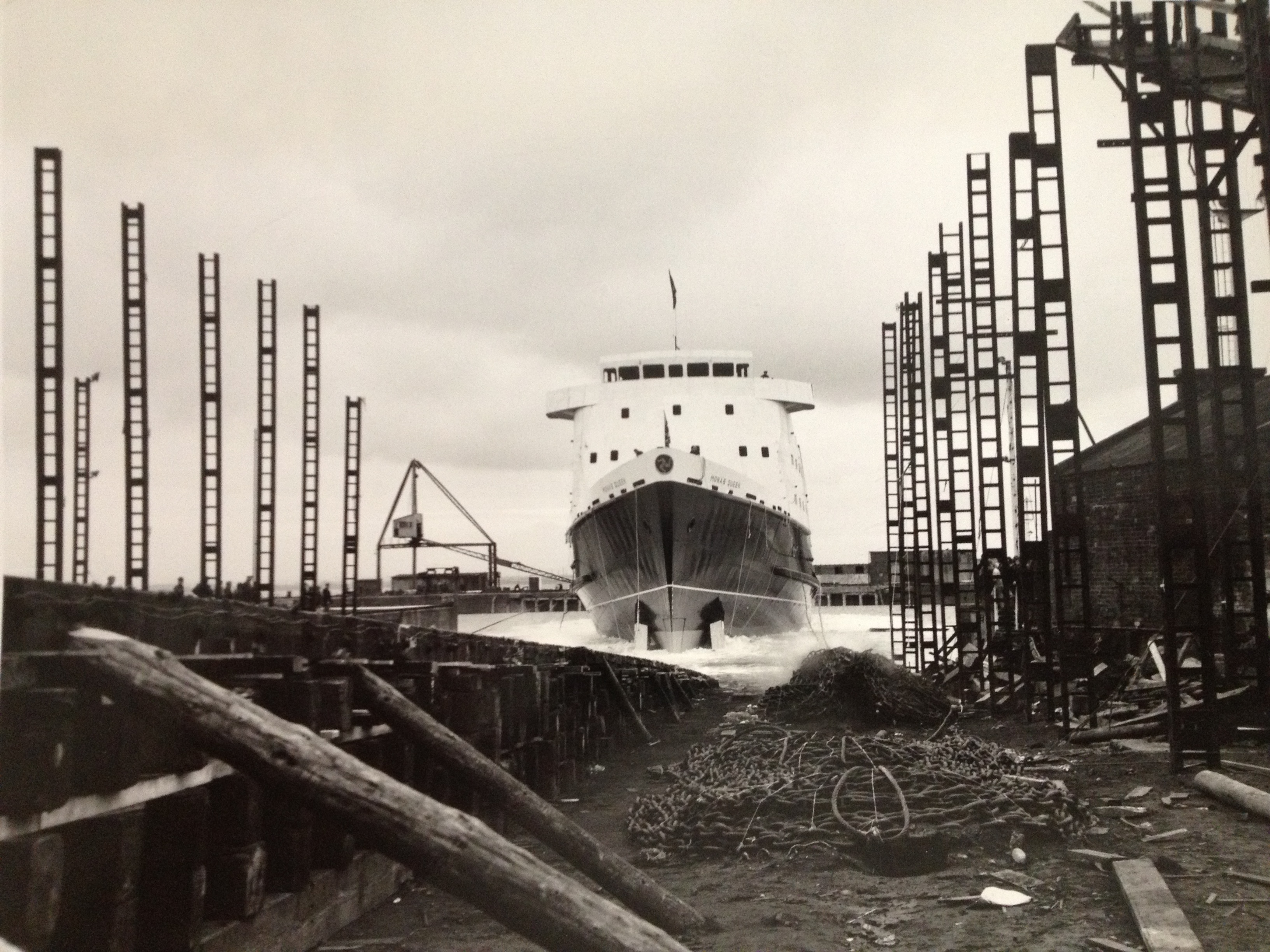
Stapellauf der Mona’s Queen

Die Mona’s Queen entstand unter der Baunummer 533 bei der Ailsa Shipbuilding Company in Troon und lief am 21. Dezember 1971 vom Stapel. Nach seiner Ablieferung an die Isle of Man Steam Packet Company nahm das Schiff im Juni 1972 den Fährdienst zwischen Douglas und Dublin auf. Die Mona’s Queen war bereits das fünfte Schiff der Reederei mit diesem Namen.
Im September 1989 wurde die Mona’s Queen für mehrere Überfahrten von Portsmouth und Weymouth nach Cherbourg an die britische Sealink British Rail verchartert. Mit Ausnahme dieser Überfahrten blieb das Schiff mehr als zwanzig Jahre auf derselben Route im Einsatz.
Im Dezember 1995 ging die Mona’s Queen an die philippinische Manila-Banton-Romblon-San Agustin Shipping Lines und wurde in Mary the Queen unter der Flagge Honduras umbenannt. Nach einem Umbau für eine Passagierkapazität von bis zu 3000 Personen nahm das Schiff 1996 den Dienst zwischen Manila und Boracay auf. Später wechselte es auf die Strecke von Manila Banton über Romblon nach San Agustin.
Im Jahr 2000 wurde die Mary the Queen auf die Philippinen mit Manila als Heimathafen umgeflaggt. Am 9. Februar 2004 brach während einer Überfahrt von San Agustin nach Manila vor der Insel Sibuyan ein Brand an Bord des Schiffes aus, der jedoch nach einer Stunde gelöscht werden konnte.
Nach vier weiteren Jahren im Dienst auf den Philippinen wurde die Mary the Queen im Jahr 2008 ausgemustert. Das Schiff wurde zum Abbruch ins indische Alang verkauft, wo es am 1. September 2008 nach einer Dienstzeit von 36 Jahren zum Abbruch eintraf.
Die Mona’s Queen hatte mit der Lady of Mann ein vier Jahre jüngeres Schwesterschiff, das noch bis 2005 für die Isle of Man Steam Packet Company im Einsatz blieb und anschließend in Griechenland im Einsatz stand, ehe es 2011 in der Türkei abgewrackt wurde.